# Rebecca Solomon
Rebecca Solomon (Londen, 26 september 1832 -  aldaar, 20 november 1886) was een 19e-eeuwse Engelse prerafaëlitische tekenaar, illustrator, graveur en schilder. In haar latere werk speelt het thema sociale onrechtvaardigheid een grote rol.

## Biografie
Rebecca Solomon werd geboren op 26 september 1832 in een gezin dat uiteindelijk acht kinderen telde. Het was een artistiek ingestelde Joodse koopmansfamilie in Bishopsgate, Oost-Londen. Haar vader was Michael (Meyer) Solomon; haar moeder Catherine (Kate) Levy schilderde miniaturen. Haar voorouders waren waarschijnlijk aan het eind van de 18e eeuw vanuit Nederland of Duitsland naar Engeland geëmigreerd.
Twee broers van Rebecca Solomon werden ook kunstenaar, namelijk Simeon Solomon (1840–1905) en Abraham Solomon (1824–1862). Er waren nog vijf andere kinderen in het gezin: Aaron, Betsy, Isaac, Ellen en Sylvester.
Aanvankelijk kreeg zij les van haar oudere broer Abraham en werkte ze in zijn atelier als leerling en kopiist. Ze volgde ook lessen aan de Spitalfields School of Design. Zij exposeerde tussen 1852 en 1868 in de Royal Academy of Arts, en ook in de Dudley Gallery en in de French Gallery van kunsthandelaar Ernest Gambart.
Later werkte Solomon in de studio van John Everett Millais, een van de oprichters van de Prereafëlitische broederschap. Ze werkte ook samen met een kunstenaar uit de tweede golf prerafaëlieten, Edward Burne-Jones.  Op haar beurt gaf zij haar jongere broer Simeon les over wat ze geleerd had tijdens haar assistentschap bij Millais.
Solomon was ook actief in sociale hervormingsbewegingen. In 1859 sloot ze zich aan bij een groep van achtendertig vrouwelijke kunstenaars die aan de Royal Academy of Arts vroegen om de opleidingen open te stellen voor vrouwen.  Onder hen waren ook Barbara Leigh Bodichon en Henrietta Ward. Dit leidde ertoe dat in 1860 Laura Herford als eerste vrouw aan de Academy werd toegelaten.
Na het overlijden haar oudere broer Abraham in 1862 zorgde ze ervoor dat ze werk vond buiten zijn atelier. Als gevolg hiervan verbreedde Solomon haar palet. Zij ging nu ook illustraties maken en aquarelleren.
Er is weinig bekend over haar loopbaan na medio jaren 1860. Ze zou een korte relatie hebben gehad met de dichter Algernon Charles Swinburne, maar dit is zeer onwaarschijnlijk. Ze reisde ten minste tweemaal naar Italië aan het eind van de jaren 1860.  Ze bleef exposeren samen met haar broer Simeon. Haar laatst bekende tentoonstelling vond plaats in 1874, bij de Society of Lady Artists.

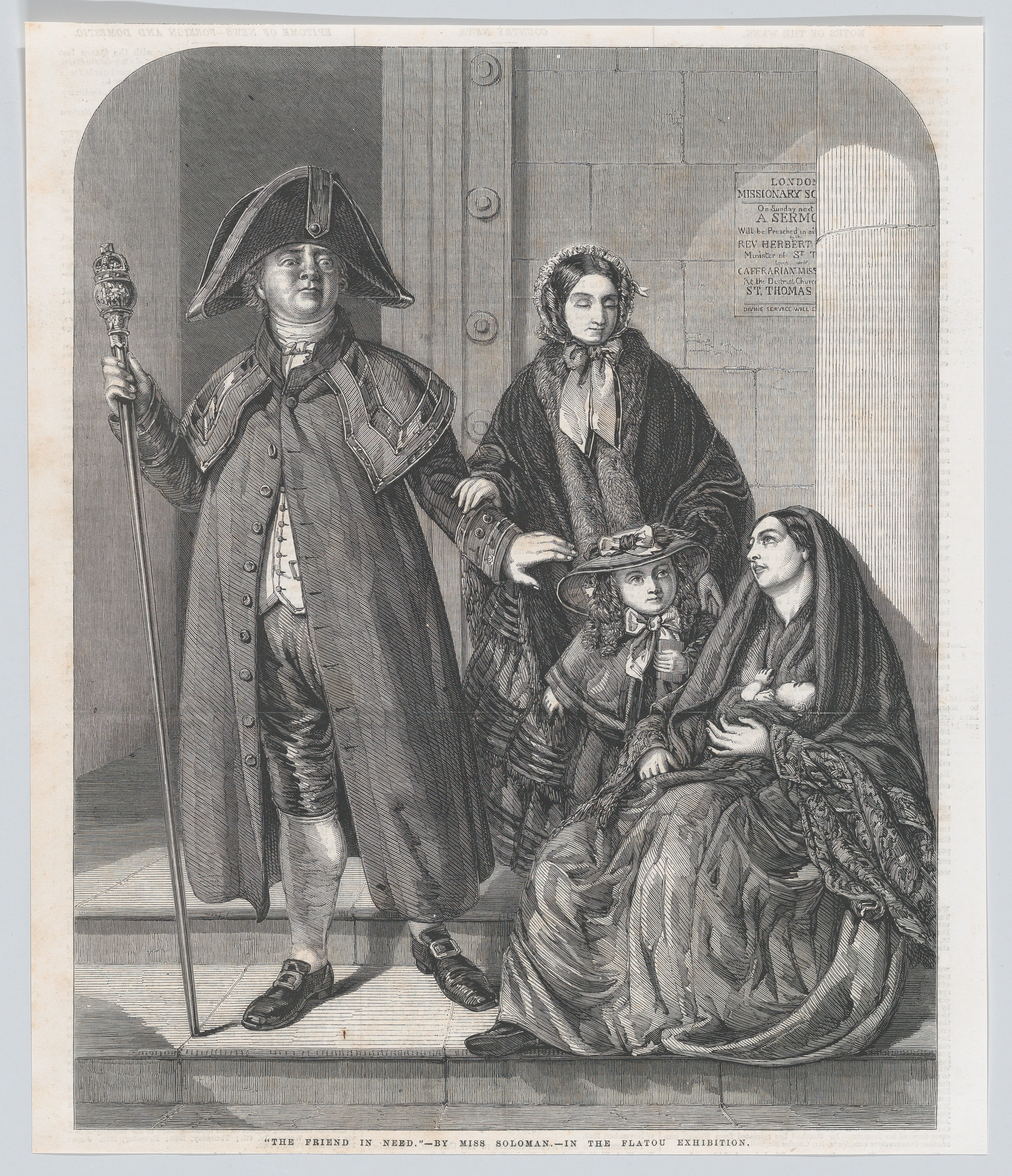
The Friend in Need, uit "Illustrated London News", 1859

Haar carrière raakte in het slop, evenals die van haar broer Simeon, die gearresteerd werd na een poging tot sodomie. Er zijn echter ook aanwijzingen dat zij nog eind jaren 1870 portretten schilderde, inclusief een postuum portret van Anthony Rothschild voor the Jews’ Free School. Volgens de volkstelling uit 1881 had zij nog steeds een atelier aan de Great Titchfield Street in Marylebone, Londen. Ze zou alcoholist zijn geworden, net als haar broer, maar daar zijn ook geen bewijzen voor.
In 1886 stierf Solomon op 54-jarige leeftijd in een ziekenhuis als gevolg van een aanrijding door een koets, een Hansom cab. Het ongeluk gebeurde op de Euston Road in het centrum van Londen. Solomon was ongehuwd en woonde op het moment van haar overlijden alleen.
Van het meeste werk van Solomon weet men niet waar het zich bevindt. Het is vooral bewaard gebleven in de vorm van gravures die ze maakte voor publicaties zoals The Illustrated London News. Ook maakte zij illustraties voor The Churchman’s Family Magazine en London Society. Sommige van haar schilderijen werden besproken in The Art Journal.

## Werk

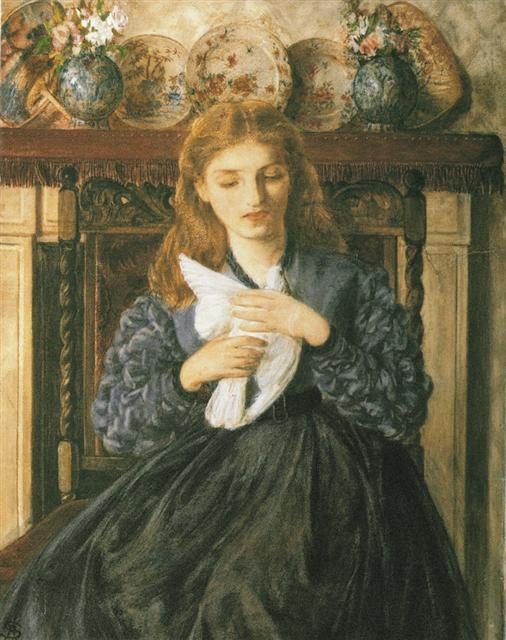
De gewonde duif, een aquarel van Rebecca Solomon uit 1866

De stijl van Solomon was typerend voor de populaire 19e-eeuwse schilderkunst. Haar werk kan gezien worden als een vorm van genreschilderkunst. Maar ze gebruikte haar schilderijen ook om etnische, gender- en klasse-vooroordelen in het Victoriaanse Engeland te bekritiseren.
De joodse achtergrond van Solomon speelde waarschijnlijk een rol bij het ontwikkelen van haar kritische bewustzijn over vooroordelen. Zij liet met haar kunst de benarde positie van vrouwen en minderheden zien en de dominantie van klassendiscriminatie in de Engelse samenleving.
Solomon wordt beschouwd als een van de eerste vrouwen met een joodse achtergrond die carrière als schilder maakte in Groot-Brittannië.  

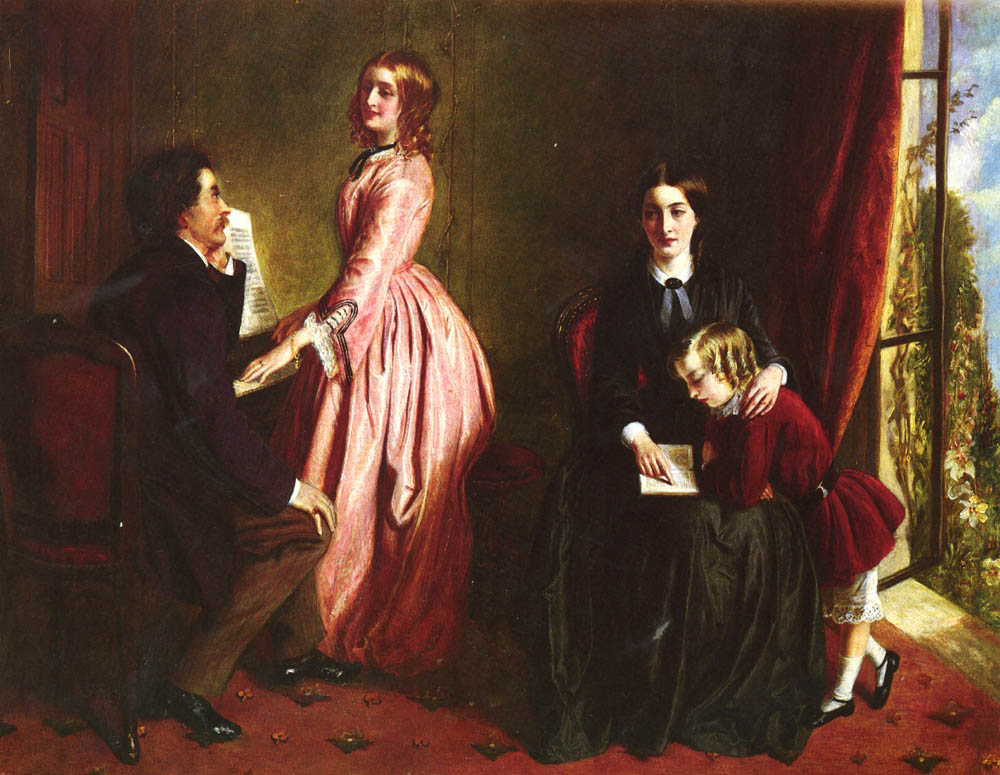
De gouvernante

Eind jaren 1850 legde Solomon zich steeds meer toe op de klassieke en historische schilderkunst, het meest gewaardeerde genre van haar tijd. Zij bleef ook in die vorm het negentiende-eeuwse sociale onrecht uitbeelden. Een voorbeeld hiervan is het werk The Governess (de Gouvernante) uit 1854. In dit schilderij wordt het leven van twee vrouwen in een Victoriaans huis met elkaar vergeleken. De een is een alleenstaande arbeidersvrouw, de ander is getrouwd en heeft een hogere status. Dit werk van Solomon benadrukt de eenzame positie van een gouvernante.
De kunstwerken van Solomon werden tussen 1850 en 1885 tentoongesteld op tal van locaties in Engeland, waaronder de British Institution, de Royal Society of British Artists, de Royal Institution, Gambarts French Gallery, de Dudley Gallery en de Liverpool Society of Fine Arts. Haar schilderij Peg Woffington's Visit to Triplet werd in 1867 getoond op de Exposition Universelle in Parijs.
Zij exposeerde tussen 1852 en 1869 ook vrijwel jaarlijks op de zomertentoonstelling van de Royal Academy. Het gaat hierbij om de volgende schilderijen:
- A. Solomon, Esq. (1852, nr. 1055). Dit werk stelt waarschijnlijk een broer van haar voor, hetzij Abraham, hetzij Aaron.[2]
- The Governess (1854, nr. 425),
- The Story of Balaclava (1855, nr. 1360)
- A Friend in Need (1856, nr. 511)
- Tis better to be lowly born, etc. (1857, nr. 27)
- Behind the Curtain (1858, nr. 1094)
- Love's Labor Lost (1859, nr. 548)

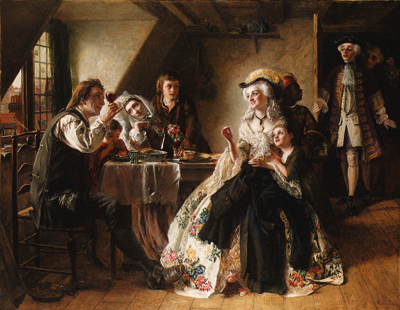
Actrice Peg Woffington brengt een bezoek aan een dichter met de naam Triplet.

- Actrice Peg Woffington brengt een bezoek aan een dichter met de naam Triplet. Peg Woffington's Visit to Triplet (1860, nr. 269)
- The Arrest of a Deserter (1861, nr. 581; nu in het Israel Museum, Jeruzalem). Dit schilderij is een scène uit een komedie uit 1844 met de titel Dominique the Deserter door William H. Murray. Een man in 17e-eeuwse kleding wordt in handboeien weggeleid door twee soldaten, terwijl een vrouw zijn onschuld bepleit.[1]
- Fugitive Royalists (1862, nr. 432; ook tentoongesteld in de Dudley Gallery, Londen in 1866-1867). De scène in dit schilderij komt uit de Engelse Burgeroorlog. Een aristocratische vrouw en haar zoon krijgen asiel aangeboden door een Puriteinse vrouw en haar zieke dochter.[1]
- Good Night (1863, nr. 668)
- Henry Esmond's Welcome at Walcote (1864, nr. 502; ook getiteld Beatrix Welcoming Henry Esmond to Walcote)
- The Lion and the Mouse (1865, nrs. 459 en 479)
- Heloise (1867, nr. 150)
- Giovannina - Roma (1867, nr. 484)
- Helena and Hermia (1869, nr. 785)
- A Bit of Old London werd postuum tentoongesteld in 1903 (nr. 827)

- Gemeinsame Normdatei: 174274084
- International Standard Name Identifier: 0000 0000 6708 4465
- Library of Congress Control Number: nr88006410
- Nationale Bibliotheek van Israël: 987007509852805171
- Nederlandse Thesaurus van Auteursnamen: 072476265
- RKD-Nederlands Instituut voor Kunstgeschiedenis: 73841
- Union List of Artist Names: 500001236
- Virtual International Authority File: 71234219
- WorldCat: E39PBJh4t4JyrMTgKTqG8ph4MP